# Ligne de tramway 466/1
Pour les articles homonymes, voir Ligne 466.
Ne doit pas être confondu avec Ligne de tramway 466/2.
La ligne 466/1, d'après son numéro de tableau horaire, est une ancienne ligne du tramway vicinal de Liège de la Société nationale des chemins de fer vicinaux (SNCV) qui reliait Liège à Fouron-le-Comte entre 1898 et 1948.

## Histoire
1898 Mise en service entre Liège Passerelle et Barchon; traction vapeur; capital 73.
1906 Prolongement de Barchon vers Blegny.
1907 Prolongement de Blegny vers Dalhem.
1908 Prolongement de Dalhem vers Fouron-le-Comte.
1910 Électrification de la section Liège Église Saint-Pholien - Jupille Usines Lochet et création du service urbain 41 Liège - Jupille.
vers 1939 Traction par autorail.
date inconnue (avant 1939) Remplacement du PN de Bressoux Trou Louette par une passerelle au dessus des voies du chemin de fer,.
1940 Électrification de la section Jupille Usine Lochet - Bellaire, service repris par une nouvelle ligne 466B.
1941 Électrification de la section Bellaire - Saive, le reste de la ligne reste en traction autonome.
1942 Section Dalhem - Fouron démontée par l'occupant allemand.
1943 Électrification de la section Saive - Barchon, le reste de la ligne reste en traction autonome.
1947 Électrification de la section Barchon - Blegny Station et prolongement du service électrique jusqu'à la Liège Place Saint-Lambert à Liège via les voies du service urbain 60 Liège - Jupille, le reste de la ligne reste en traction autonome.
1948 Suppression du service voyageurs sur la section Blegny - Dalhem (le service fret demeure).

## Infrastructure

### Dépôts et stations
Nom : (gare) : quand le dépôt ou la station est accolé ou proche d'une gare.
Type : D : dépôt , S : station , Sf : si la station sert de gare douanière à la frontière , Sp : si la station est établie dans un bâtiment privé le plus souvent un café ou plus rarement une habitation privée.
| Illustration | Nom              | Type | Commune  | Localisation                | État          | Remarques |
| ------------ | ---------------- | ---- | -------- | --------------------------- | ------------- | --------- |
|              | Bressoux (gare)  | D    | Bressoux | 50° 38′ 39″ N, 5° 36′ 31″ E | Hors service. |           |
|              | Liège Passerelle | S    | Liège    | 50° 38′ 27″ N, 5° 34′ 44″ E | Démolie.      |           |

### Ouvrages d’art notables
| Illustration | Type   | Commune | Localisation                | État      | Remarques |
| ------------ | ------ | ------- | --------------------------- | --------- | --------- |
|              | tunnel | Dalhem  | 50° 42′ 42″ N, 5° 43′ 30″ E | Existant. |           |

## Exploitation

### Horaires
Tableaux horaires :
- 1931 : 466, numéro partagé à partir de 1940 avec la ligne 466B Liège - Blegny.